# Edgar Adams
Edgar Holmes Adams (Pennsilvània, 7 d'abril de 1868 – Bayville, Nova York, 5 de maig de 1940) va ser un saltador i nedador estatunidenc que va competir a primers del segle xx, i posteriorment un estudiós de la numismàtica.
El 1904 va prendre part en els Jocs Olímpics de Saint Louis, on va guanyar la medalla de plata en la prova de salt de llargada del programa de salts, en quedar segon rere William Dickey. En aquests mateixos Jocs disputà quatre proves del programa de natació, aconseguint tres quartes posicions en les proves de les 220 iardes, 880 iardes i el relleu 4x50 iardes lliures, mentre la prova de la milla no la finalitzà.
Adams fou un destacat numismàtic, autor de diversos llibres i articles sobre la matèria. Entre 1912 i 1915 fou editor de la revista The Numismatist publicada per l'American Numismatic Association. El 1969 fou incorporat al Numismatic Hall of Fame.

## Publicacions d'Adams
- Adams' Official Premium List of United States Private and Territorial Gold Coins Indicated by Prices Brought at Public Coin Sales. Nova York: Willett Press, 1909.
- The State Assay Office of California. 1850. (Private Gold Coinage I). Nova York: American Numismatic Society, 1911.
- Private Gold Coinage of California, 1849-55, Its History and Its Issues. Nova York, Edgar H. Adams, 1913.
- United States Pattern, Trial and Experimental Pieces: Being a List of the Pattern, Trial and Experimental Pieces Which Have Been Issued By the United States Mint from 1792 Up to the Present Time. Nova York, American Numismatic Society, 1913.
- United States Store Cards. Nova York: E.H. Adams i W. Raymond, 1920.